# Trichipochira aruensis
Trichipochira aruensis là một loài bọ cánh cứng trong họ Cerambycidae.